# D'lga
D'lga (en macédonien Д'лга) est un village du nord de la Macédoine du Nord, situé dans la municipalité de Koumanovo. Le village ne comptait aucun habitant en 2002.